# Pin to kona (serie televisiva)
Pin to kona (ぴんとこな?) è un dorama del 2013, tratto dal manga Il sentiero dei fiori di Ako Shimaki.

## Trama
La storia parla di una famiglia tradizionalmente collegata al mondo del Kabuki e di un triangolo amoroso tra i giovani protagonisti: Kawamura ne è l'ultimo rappresentante di tal tradizione teatrale, che però non è affatto appassionato alla sua attività e tollera malamente le forti aspettative ed obblighi che la famiglia riversa sopra di lui. Ichiya invece è fortemente appassionato all'arte teatrale, pur essendone di famiglia totalmente estraneo e lontanissimo. Chiba, infine, è una ragazza diligente che studia arti teatrali, iniziata all'amore per il Kabuki da Ichiya.

## Sigla
Kimi to no Kiseki dei Kis-My-Ft2